# Anco (distrito de Churcampa)
Anco é um distrito do Peru, departamento de Huancavelica, localizada na província de Churcampa.

## Transporte
O distrito de Anco é servido pela seguinte rodovia:
- HV-103, que liga a cidade ao distrito de Pachamarca
- HV-106, que liga a cidade ao distrito de Andabamba
- PE-3S, que liga o distrito de La Oroya à Ponte Desaguadero (Fronteira Bolívia-Peru) - e a rodovia boliviana Ruta 1 - no distrito de Desaguadero (Região de Puno)
- PE-3SD, que liga a cidade de San Miguel de Mayocc ao distrito de Ñahuimpuquio [1][2][3]